# Un día con el diablo
Un día con el diablo és una pel·lícula de comèdia mexicana de 1945 dirigida per Miguel M. Delgado i protagonitzada per Cantinflas, Susana Cora, Andrés Soler i Miguel Arenas. Aquesta és l'única pel·lícula ambientada en la Segona Guerra Mundial i va servir com a instrument de propaganda del bàndol aliat al país asteca, que el 1942 havia entrat en el conflicte. És la primera vegada que Cantinflas assumeix el paper de soldat, que repetirà en la pel·lícula ¡A volar joven!! el 1947. És l'única pel·lícula en la qual solament es relaciona amb una dona, qui en els últims minuts interpreta a un àngel. Està doblada al català.

## Argument
Cantinflas, un humil venedor de diaris és confós amb el soldat desertor Juan Pérez i acaba allistat contra la seva voluntat i amb un nom fals a l'exèrcit precisament en un moment en què el seu país es troba en guerra. Encara que ell intenta demostrar per tots els mitjans que no és qui diuen que és, ningú li fa cas i acaba al front on mor en combat.
La seva ànima arriba al cel on Sant Pere li diu que esperi fora mentre tramita la seva entrada. Deambulant Cantinflas decideix fer una volta per l'infern on tindrà una interessant conversa amb el mateix diable, un Satanàs devaluat que es queixa que ja ningú el tem, tots dos conversaran amistosament sobre el passat, el present i el futur del món que es debat a una guerra per la llibertat i la democràcia, fins que finalment Cantinflas és esperat per una de les àngels per resoldre el seu cas i marxa amb ella.

## Repartiment
- Cantinflas com Cantinflas / fals Juan Pérez
- Andrés Soler com Satanàs
- Miguel Arenas com Coronel
- Susana Cora com filla del Coronel